# جاك ديشان
جاك ديشان (بالفرنسية: Jacques Deschamps )‏ (و. 1931 – 2001 م) هو ممثل، وممثل دُبلاج، من فرنسا، ولد في مونبلييه، توفي عن عمر يناهز 70 عاماً.

## التعليم
تعلم في Toulouse Regional Conservatory ‏.

## وصلات خارجية
- جاك ديشان على موقع IMDb (الإنجليزية)
- جاك ديشان على موقع قاعدة بيانات الأفلام السويدية (السويدية)
- جاك ديشان على موقع ديسكوغز (الإنجليزية)
- جاك ديشان على موقع قاعدة بيانات الفيلم (الإنجليزية)
- جاك ديشان على موقع كينوبويسك (الروسية)